# Annerose Riedl

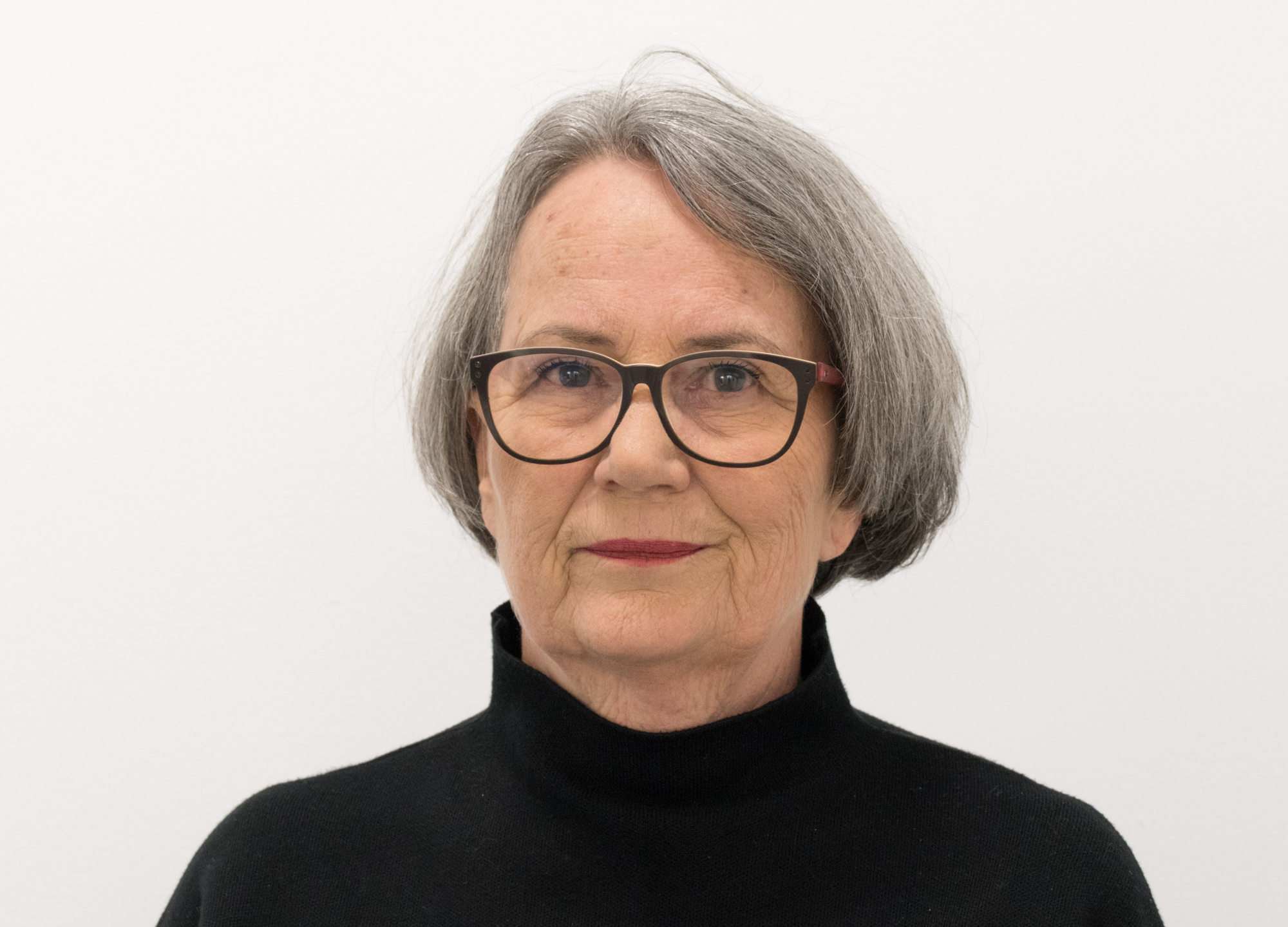
Annerose Riedl (2020)

Annerose Riedl (* 1949 in Passau) ist eine deutsch-österreichische Bildhauerin.

## Leben und Werk
Erst im Jahr 1980 begann die Künstlerin mit plastischen Arbeiten. Ihre meist weiblichen Figuren sind aus Holz, vorzugsweise aus Lindenholz gehauen, dann mit dem Schnittwerkzeug weiter bearbeitet, wobei die groben Strukturen erhalten bleiben. Anschließend bemalt Annerose Riedl die Plastiken. Die Frauenfiguren sind stets barfuß, die Füße sind überdimensioniert. Der Bayerische Rundfunk sendete im Jahr 1996 eine ausführliche Filmdokumentation über die Künstlerin. Arbeiten von Annerose Riedl befinden sich in privaten und öffentlichen Sammlungen, zum Beispiel im Museum Moderner Kunst Passau, im Landesmuseum Oberösterreich, in der Kunstsammlung des Landes Oberösterreich, im Egon Schiele Art Centrum in Krumau, im Museum der Moderne Salzburg und dem Museum Angerlehner. 
Die Autodidaktin lebt und arbeitet gemeinsam mit ihrem Mann Alois Riedl, mit dem sie seit 1973 verheiratet ist, in Brunnenthal bei Schärding (Oberösterreich).

## Ausstellungen (Auszug)
- 1985 Kleine Galerie, Passau
- 1988 Galerie am Steinweg, Passau
- 1990 Galerie Ernst, Wien
- 1991 Österreichische Plastik nach 1945 aus dem Besitz der Salzburger Landesausstellung Rupertinum, Künstlerhaus Thurn und Taxis, Bregenz
- 1992 Figur als Aufgabe, Schlossgalerie Steyr
- 2000 Galerie Welz, Salzburg
- 2001 Galerie Lang Wien
- 2002 Museum Moderner Kunst, Passau
- 2003 Galerie Lang Wien
- 2004 Stadtgalerie im Stadtmuseum Deggendorf
- 2004 Schlossgalerie Schärding
- 2004 Paradigma, Linz
- 2005 Galerie Lang Wien
- 2005 Ambulante Galerie München
- 2006 PreisWert, Palais Epstein, Wien[2]
- 2007 Lebenszeichen, gemeinsam mit Alois Riedl, Stadtgalerie Vilshofen im Turm
- 2007 Kleinplastik, Niederösterreichisches Dokumentationszentrum für moderne Kunst, St. Pölten
- 2008 Die Einen und die Anderen, Galerie Lang Wien
- 2009 Zwei Dutzend, Ausstellungsraum Horst Stauber, Passau
- 2009 Treffpunkt Kunst, ORF Oberösterreich, Landesstudio Linz
- 2011 ohne Banane, gemeinsam mit Marion Kilianowitsch, Walter Kainz und Alois Riedl
- 2011 zeitgleich, gemeinsam mit Alois Riedl, Galerie Schloss Parz, Grieskirchen
- 2012 Frauen-Zimmer, gemeinsam mit Ingrid Brandstetter, Galerie in der Schmiede, Pasching
- 2012 Annerose Riedl und Alois Riedl, Alte Schmiede, Schönberg am Kamp
- 2012 Winterblumen, 20erhaus, Ried im Innkreis
- 2013 Skulptur pur, Schärding[3]
- 2015 80-60-66, gemeinsam mit Franz Blaas und Alois Riedl, DOK Niederösterreich, Stadtmuseum St. Pölten[4]
- 2015 Ausgezeichnet, Werkbeispiele der LandeskulturpreisträgerInnen ab 1990, Linzer Landhaus
- 2015 Riedl, Riedl, Riedl, gemeinsam mit Priska Riedl und Alois Riedl, Atelier Galerie Freiraum, Schärding
- 2017 Natürlich figürlich, Galerie Seidler, Linz[5]
- 2018 Annerose Riedl, Galerie Welz, Salzburg
- 2018 Annerose Riedl, Patrick Schmierer und Alois Riedl, Stadtgalerie Waidhofen/Ypps
- 2018 Stoffwechsel, gemeinsam mit Alois Riedl, Schloss Obernzell bei Passau
- 2019 Annerose Riedl, Museum Moderner Kunst, Passau[6]
- 2019 Annerose Riedl, Galerie Horst Stauber, Passau
- 2020 Annerose Riedl und Alois Riedl, Galerie 422, Gmunden
- 2020 Annerose Riedl - Andere Seiten, Galerie 20erhaus, Ried im Innkreis[7]

## Kunst am Bau
- Alten- und Pflegeheim Esternberg
- Gemeindeamt Brunnenthal

## Publikationen
- 2002 Annerose Riedl Skulpturen, Stiftung Wörlen Museum Moderner Kunst, ISBN 978-3-92884-438-3
- 2010 Gegenstriche, Alois und Annerose (Illustrationen) Riedl, Verlag Horn, Edition Thurnhof, ISBN 978-3-90067-810-4
- 2014 Warm ums Herz, Verlag Bibliothek der Provinz, Weitra, ISBN 978-3-99028-220-5
- 2019 Annerose Riedl, Katalog anlässlich der Ausstellung im Museum Moderner Kunst Passau

## Auszeichnungen
- 2001 Moldaustipendium im Egon Schiele Art Centrum, Krumau, Tschechien
- 2005 Landeskulturpreis für Bildende Kunst[8]